# Бодниекс, Джемс
Джемс Янович Бодниекс (латыш. Džems Bodnieks; 22 апреля 1910 — 27 июля 1987) — латвийский художник по металлу. Народный художник Латвийской ССР.

## Биография
Джемс Бодниекс родился 22 апреля 1910 года в Санкт-Петербурге. Брат — резчик по дереву Валентин Бодниекс (1908—1984).
Окончил отделение художественной обработки металла Рижской государственной средней школы прикладных искусств (1939)
Работал школьным учителем (1942—1944), педагогом Рижской школы прикладного искусства (1946—1951), мастером по художественной обработке металла на комбинате «Максла» (1951—1975), руководителем художественной декоративно-прикладной студии «Спанда» (1978—1987).
Член Союза художников Латвии (с 1946). Народный художник Латвийской ССР (1975).
Сын — Имант Бодниекс, известный советский и латышский трековый гонщик (спринт), серебряный призёр Олимпийских игр в Токио.
Умер 27 июля 1987 года в Риге, похоронен на Лесном кладбище.

## Творчество
Принимал участие в выставках с 1947 года. Проявил особенное мастерство в изготовлении декоративной посуды, спортивных призов, ваз, подсвечников, различных элементов интерьера. Все его работы отличались особой пластичностью форм, использованием мотивов традиционного латышского народного орнамента и высокохудожественным исполнением.
В 1951—1973 годах вместе с художниками Х. Рысиным и Р. Крастом исполнил элементы декоративного и художественного оформления некоторых общественных московских зданий: несколько павильонов Выставки достижений народного хозяйства СССР, станции «Новослободская», «Варшавская» и некоторые другие Московского метрополитена, зал Кремлёвского дворца съездов, а также исполнение металлических деталей композиции «Дружба детей мира» (скульптор Э. Неизвестный, архитектор А. Полянский) в пионерском лагере «Артек» на южном берегу Крыма.